# أرق مميت
الأرق المُميت هو مرضٌ وراثي نادر جدًا من أمراض البريون التي تصيب الدماغ وتنتقل وراثيًا بشكل سائد على الكروموسومات الجسمية. الجين السائد المسؤول عن ظهور هذا المرض لم يوجد إلا في 40 عائلة فقط حول العالم، ويكفي أن يكون أحد الأبوين حاملا للجين ليواجه الأبناء احتمالية حملهم للجين وإصابتهم للمرض بنسبة 50%. نشوء المرض وتطوره عند المريض إلى حالة كاملة من عدم النوم غير قابل للعلاج ومميت في النهاية.

## التاريخ

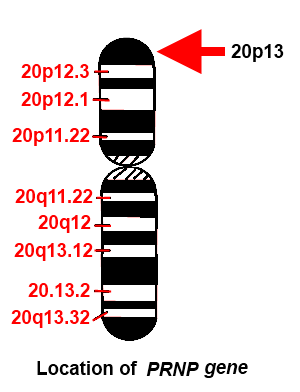
كروموسوم 20

اكتشف المرض لأول مرة الطبيب الإيطالي إيجنازيو رويتر عام 1974 حين اكتشف وفاة امرأتين من عائلة واحدة نتيجة لعدم النوم. بعدها أظهر تدوين العائلة المحفوظ حدوث وفيات مشابهة. عام 1984 شعر فرد جديد من العائلة بهذا المرض فدُرس تدهور حالته الصحية، كما أرسل دماغه بعد وفاته إلى الولايات المتحدة لمزيد من الفحص.
في نهاية العقد 1990، اكتشف الباحثون أن المرض ينتج من حدوث طفرتين في أحد البروتينات يدعى بروتين البرايون (prion protein PrP)، الطفرة الأولى هي استبدال الحمض الأميني أسبرجين بحمض الأسبارتيك في الموقع 178 والطفرة الثانية هي ظهور الحمض الأميني الميثايونين في الموقع 129. تسببت هذه الطفرتان في تحويل البرايون إلى بروتين لا يذوب في الماء يدعى PrPsc.

## الفيسيولوجيا المرضية
البرايون المسؤول عن المرض غير القابل للذوبان PrPsc له خاصية حفز ذاتية تمكنه من تحويل البرايون الطبيعي القابل للذوبان إلى برايون غير قابل للذوبان عند تفاعلهما. هذا التحول يؤدي إلى تكون صفائح تحتوي على تجمعات من البرايون PrPsc في المهاد وهو الجزء من الدماغ المسؤول عن النوم. يتسبب هذا في الأرق بداية ثم يسبب مشاكل أكثر خطرا.

## ظهور المرض وأعراضه
العمر الذي يبدأ فيه ظهور المرض متغير، يتراوح بين 30 و 60 عاما، بمتوسط قدره 50 عاما. مع أن المرض يظهر بشكل بارز في سنوات متأخرة من العمر، إلا أنه يظهر في المقام الأول بعد ولادة الطفل. الوفاة تحدث عادة بعد 7 إلى 36 شهرا من ظهور الأعراض الأولى على المريض. أعراض المرض تتفاوت تفاوتا كبيرا من شخص إلى آخر، حتى لدى المرضى ضمن العائلة الواحدة.
للمرض أربع مراحل، تستغرق من 7 إلى 18 شهرا لتأخذ مجراها :
1. مرحلة يعاني المريض فيها من زيادة الأرق، مما يؤدي إلى نوبات الذعر والرهاب وتستغرق هذه المرحلة نحو أربعة أشهر تقريبا.
2. مرحلة تصبح فيها الهلوسة ونوبات الذعر ملحوظة، وتستمر لنحو خمسة أشهر.
3. مرحلة العجز الكامل على النوم، يليه فقدان الوزن وتستغرق حوالي ثلاثة أشهر.
4. مرحلة الخرف وعدم الاستجابة والصمت التام على مدار ستة أشهر. هذه هي المرحلة الأخيرة من مراحل تقدم المرض.

## العلاج
لا يوجد أي دواء أو علاج لمرض الأرق الوراثي المميت؛ الآمال معلقة بالعلاج الجيني الذي لم ينجح حتى الآن. حبوب النوم لها أثر سلبي، فعادة تتسبب في حدوث الغيبوبة بشكل أسرع. وفي حين أنه ليس من الممكن حاليا عكس مسار المرض الكامن، إلا أن هناك بعض الأدلة على أن طرق العلاج التي تركز على الأعراض يمكن أن تحسن نوعية الحياة.

## التشخيص التفريقي
هناك أمراض أخرى تشمل تغيرا في البرايون لدى الثدييات. بعضها معد ينتقل من حيوان لآخر مثل مرض كورو واعتلال الدماغ الاسفنجي البقري (المعروف أيضا بمرض جنون البقر) في الأبقار، ومرض الهزال المزمن في الآيل والظباء الأمريكية في بعض مناطق أمريكا وكندا. يعتقد كذلك أن بعض أشكال فشل القلب ناجمة عن تغير في البرايون المختلفة، وكذلك مرض كرتزفيلت جاكوب، لكن هذه لا تعتبر معدية عموما إلا عن طريق الاتصال المباشر مع الأنسجة المصابة كأكلها أو في عمليات نقل الدم وزراعة الأعضاء.